# František de Paula Gundakar II. z Colloreda-Mannsfeldu
František de Paula Gundakar II., kníže z Colloreda-Mannsfeldu, hrabě z Waldsee, vikomt z Melsu, markýz ze St. Sofie, německy Franz de Paula Gundacker I. Fürst von und zu Colloredo-Mannsfeld, Graf zu Waldsee, Vicegraf zu Mels, Markgraf zu St. Sophia, (18. listopadu 1802, Vídeň – 29. května 1852, Gräfenberg), nejvyšší zemský stolník, skutečný královsko-císařský komoří, polní podmaršál, rytíř 2. třídy Řádu sv. Stanislava byl pánem na Opočně, Dobříši a Zelené Hoře se dvory Skalka a Dlouhá Lhota v Čechách, na Sierndorfu se dvorem Wiesen v Dolním Rakousku. Pocházel z česko-rakouského šlechtického rodu Colloredů.

## Život

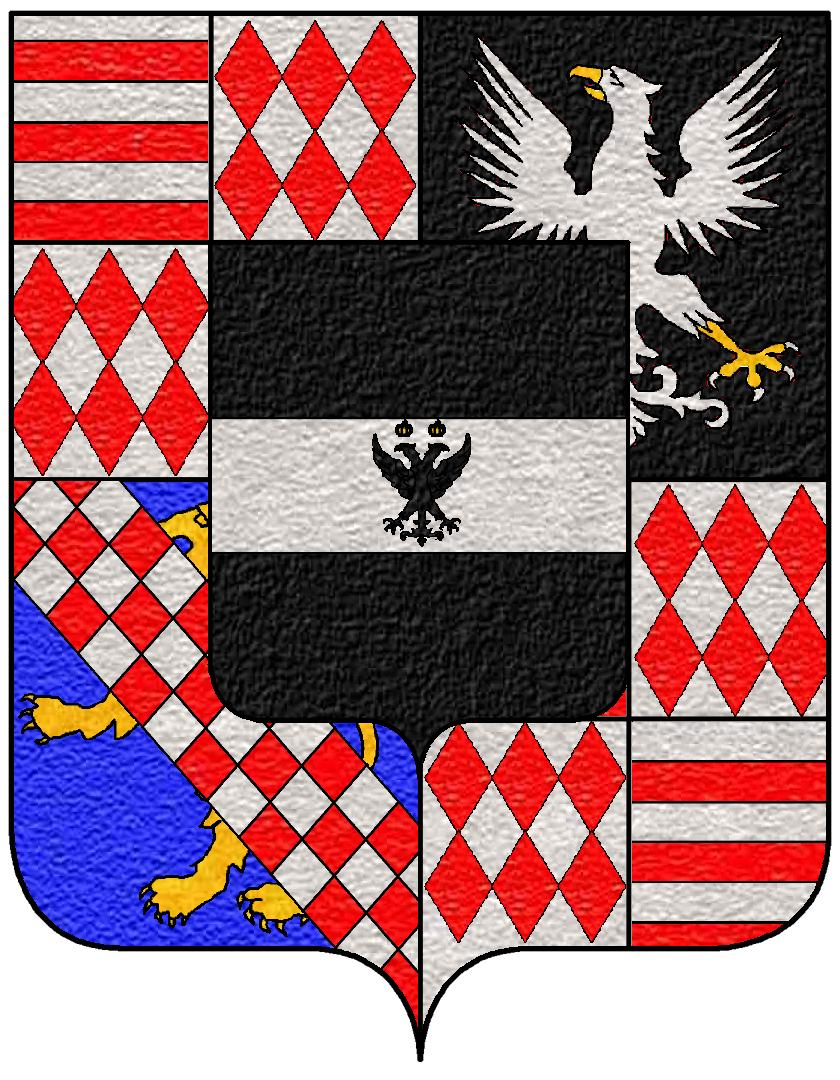
Rodový erb Colloredů

Narodil se jako syn hraběte Jeronýma II. z Colloreda-Mansfeldu. Během studií na Univerzitě Karlově se v roce 1819 stal členem staropražské buršácké společnosti Teutonia a v roce 1819 členem vídeňské společnosti.
V roce 1824 vstoupil do c. k. armády a udělal zde rychlou kariéru. V roce 1838 se stal plukovníkem 1. praporu myslivců, v roce 1848 byl jmenován generálmajorem, nejprve velel brigádě v Terstu a poté byl jmenován velitelem terezínské pevnosti, odkud se podílel na potlačení povstání v Praze a v říjnu 1848 vedl svou brigádu při obléhání Vídně. V boji proti uherské revoluci letech 1848–1949 se vyznamenal v bitvě u Kápolny a poté během obléhání Komárna v září 1849 vedl divizi na Žitném ostrově. V roce 1850 byl jmenován majitelem pěšího pluku č. 36 a bylo mu svěřeno nejvyšší velení nad II. armádním sborem.
Po smrti svého strýce Rudolfa Josefa II. z Colloreda-Mannsfeldu v roce 1844 zdědil jeho panství Dobříš a zboží Bukovou a Kotenčice, Dlouhou Lhotu a Slovansko, Svaté Pole a Suchodol.
Z manželství s Kristýnou z Clam-Gallasu, dcerou Kristiána Kryštofa z Clam-Gallasu, měl dceru Vilemínu Josefinu, která byla českou vlastenkou a dobrodinkou.